# Ready for Romance
Ready for Romance – trzeci album niemieckiego zespołu Modern Talking wydany w 1986 roku przez zachodnioniemiecką wytwórnię Hansa International.
Album zawiera dwa przeboje:
- Brother Louie
- Atlantis Is Calling (S.O.S. for Love)

## Wyróżnienia
| Wyróżnienie     | Państwo                    |
| --------------- | -------------------------- |
| Platynowa płyta | Chile Hiszpania Niemcy RPA |
| Złota płyta     | Argentyna Austria Hongkong |

## Lista utworów
LP (Hansa 207 705)	rok 1986
| Nr  | Tytuł                                 | Długość |
| --- | ------------------------------------- | ------- |
| 1.  | Brother Louie                         | 3:41    |
| 2.  | Just We Two (Mona Lisa)               | 3:54    |
| 3.  | Lady Lai                              | 4:55    |
| 4.  | Doctor for My Heart                   | 3:16    |
| 5.  | Save Me – Don't Break Me              | 3:45    |
| 6.  | Atlantis Is Calling (S.O.S. for Love) | 3:48    |
| 7.  | Keep Love Alive                       | 3:25    |
| 8.  | Hey You                               | 3:20    |
| 9.  | Angie's Heart                         | 3:37    |
| 10. | Only Love Can Break My Heart          | 3:35    |

## Listy przebojów (1986)
| Państwo         | Najwyższe miejsce |
| --------------- | ----------------- |
| Austria         | 1                 |
| Francja         | 19                |
| Grecja          | 7                 |
| Niemcy          | 1                 |
| Norwegia        | 5                 |
| Szwajcaria      | 1                 |
| Szwecja         | 6                 |
| Turcja          | 1                 |
| Wielka Brytania | 76                |

## Autorzy
- Muzyka: Dieter Bohlen
- Autor tekstów: Dieter Bohlen
- Wokalista: Thomas Anders
- Producent: Dieter Bohlen
- Aranżacja: Dieter Bohlen